# Eva Perón
För andra betydelser, se Eva Perón (olika betydelser).
María Eva Duarte de Perón, kallad Evita (den spanska diminutivformen av Eva) Perón, född Eva María Ibarguren den 7 maj 1919 i Junín i provinsen Buenos Aires, död 26 juli 1952 i presidentpalatset Casa Rosada i Buenos Aires, var en argentinsk skådespelare, radioröst och presidenthustru. Hon hade en framträdande roll inom peronismen.

## Biografi
Perón var dotter till en kokerska. Hon försörjde sig främst som skådespelare när hon 25 år gammal 1944 mötte Juan Perón, som då var arbetsmarknadsminister. De gifte sig den 22 oktober 1945. När maken blev Argentinas president 1946 ledde Evita Perón hälso- och arbetsmarknadsministerierna. Hon bistod sin man genom att säkra makten i landet, bland annat genom att ta kontroll över fackföreningsrörelsen. Evita Perón styrde de facto det mäktiga CGT, Confederación General del Trabajo de la República Argentina. 1947 drev Evita igenom lagen om kvinnlig rösträtt i Argentina.
Hon var sedan ordförande för Partido Peronista Femenino 1949-1952. 
En personkult uppstod kring paret. Evita Perón deltog aktivt i att bygga myten om sig själv. Hon omformade sin historiska bakgrund och såg till att bli fotograferad när hon deltog i välgörenhetsarbete i slumområden. I verkligheten bistod hon sin man i maktkamper och utrensningar. Hon blev en modeikon känd för exklusiva kreationer och smycken. 1951 nominerades hon till posten som vicepresident, men armén motsatte sig detta, och Eva Perón avböjde nomineringen.
Hon grundade Eva Perón Foundation. Med stiftelsen öppnade hon bland annat sjukhus, skolor, barnhem och äldreboenden.
Sedan hon fått veta att hon led av livmoderhalscancer fortsatte Evita Perón sitt arbete. När hon avled, 33 år gammal, utlystes landssorg i Argentina. Hon var den stora förebilden och nationella ikonen för Los descamisados. Hennes grav finns på kyrkogården Recoleta, medan makens grav återfinns vid sommarresidenset, sedermera museet, i San Vicente utanför Buenos Aires.
Eva Perón balsamerades efter sin död av doktor Pedro Ara för 100 000 dollar.

## Eftermäle
Asteroiderna 1569 Evita, 1581 Abanderada, 1582 Martir, 1588 Descamisada och 1589 Fanatica är alla direkt eller indirekt uppkallade efter henne.

## Fiktion
Musikalen Evita av Andrew Lloyd Webber bygger på myten om Eva Peróns liv. Musikalen låg till grund för filmen Evita (1996) med Madonna i titelrollen.